# Taekwondo-Weltmeisterschaften 2013
Die 21. Taekwondo-Weltmeisterschaft der WTF fand vom 15. bis 21. Juli 2013 in der mexikanischen Stadt Puebla statt.
Mexiko war zum ersten Mal Gastgeber der Weltmeisterschaft, die nach der WM 1982 in Ecuador zum zweiten Mal in einem lateinamerikanischen Land stattfand. Puebla hat sich 2012 im Bewerbungsverfahren gegen die kroatische Stadt Split durchgesetzt.

## Ergebnisse

### Männer
| Gewichtsklasse | Gold           | Silber         | Bronze              |
| -------------- | -------------- | -------------- | ------------------- |
| - 54 kg        | Kim Tae-hun    | Hsu Chia-lin   | Jerranat Nakaviroj  |
| - 54 kg        | Kim Tae-hun    | Hsu Chia-lin   | Hussein Sherif      |
| - 58 kg        | Cha Tae-moon   | Hadi Mostean   | Damián Villa        |
| - 58 kg        | Cha Tae-moon   | Hadi Mostean   | Guilherme Dias      |
| - 63 kg        | Lee Dae-hoon   | Abel Mendoza   | Wei Chen-yang       |
| - 63 kg        | Lee Dae-hoon   | Abel Mendoza   | Stevens Barclais    |
| - 68 kg        | Behnam Asbaghi | Kim Hun        | Balla Dièye         |
| - 68 kg        | Behnam Asbaghi | Kim Hun        | José Rosillo        |
| - 74 kg        | Uriel Adriano  | Albert Gaun    | Kim Yoo-jin         |
| - 74 kg        | Uriel Adriano  | Albert Gaun    | Saifeddine Trabelsi |
| - 80 kg        | Tahir Güleç    | René Lizárraga | Anton Kotkov        |
| - 80 kg        | Tahir Güleç    | René Lizárraga | Nicolás García      |
| - 87 kg        | Rafael Alba    | Ma Zhaoyong    | Yassine Trabelsi    |
| - 87 kg        | Rafael Alba    | Ma Zhaoyong    | Radik İsayev        |
| + 87 kg        | Anthony Obame  | Sajjad Mardani | Ivan Trajković      |
| + 87 kg        | Anthony Obame  | Sajjad Mardani | Robelis Despaigne   |

### Frauen
| Gewichtsklasse | Gold              | Silber               | Bronze               |
| -------------- | ----------------- | -------------------- | -------------------- |
| - 46 kg        | Kim So-hui        | Anastassija Walujewa | Ren Dandan           |
| - 46 kg        | Kim So-hui        | Anastassija Walujewa | Fadia Farhani        |
| - 49 kg        | Chanatip Sonkham  | Dana Haidar          | Lucija Zaninović     |
| - 49 kg        | Chanatip Sonkham  | Dana Haidar          | Yania Aguirre        |
| - 53 kg        | Kim Yu-jin        | Ana Zaninović        | Yamisel Núñez        |
| - 53 kg        | Kim Yu-jin        | Ana Zaninović        | Floriane Liborio     |
| - 57 kg        | Kim So-hee        | Mayu Hamada          | Anna-Lena Frömming   |
| - 57 kg        | Kim So-hee        | Mayu Hamada          | Eva Calvo            |
| - 62 kg        | Carmen Marton     | Kim Hwi-lang         | Rabia Güleç          |
| - 62 kg        | Carmen Marton     | Kim Hwi-lang         | Nina Kläy            |
| - 67 kg        | Haby Niaré        | Chuang Chia-chia     | Farida Azizova       |
| - 67 kg        | Haby Niaré        | Chuang Chia-chia     | Franka Anić          |
| - 73 kg        | Glenhis Hernández | Lee In-jong          | Jasmine Vokey        |
| - 73 kg        | Glenhis Hernández | Lee In-jong          | Casandra Ikonen      |
| + 73 kg        | Olga Iwanowa      | Briseida Acosta      | Anne-Caroline Graffe |
| + 73 kg        | Olga Iwanowa      | Briseida Acosta      | Ana Bajić            |

## Medaillenspiegel
| Platz  | Land                | Gold | Silber | Bronze | Gesamt |
| ------ | ------------------- | ---- | ------ | ------ | ------ |
| 1      | Südkorea            | 6    | 3      | 1      | 10     |
| 2      | Kuba                | 2    | –      | 3      | 5      |
| 3      | Mexiko              | 1    | 3      | 1      | 5      |
| 4      | Russland            | 1    | 2      | 1      | 4      |
| 5      | Iran                | 1    | 2      | –      | 3      |
| 6      | Frankreich          | 1    | –      | 3      | 4      |
| 7      | Deutschland         | 1    | –      | 2      | 3      |
| 8      | Thailand            | 1    | –      | 1      | 2      |
| 9      | Australien          | 1    | –      | –      | 1      |
|        | Gabun               | 1    | –      | –      | 1      |
| 11     | Chinesisch Taipeh   | –    | 2      | 1      | 3      |
| 12     | Volksrepublik China | –    | 1      | 1      | 2      |
|        | Kroatien            | –    | 1      | 1      | 2      |
| 14     | Japan               | –    | 1      | –      | 1      |
|        | Jordanien           | –    | 1      | –      | 1      |
| 16     | Spanien             | –    | –      | 3      | 3      |
|        | Tunesien            | –    | –      | 3      | 3      |
| 18     | Aserbaidschan       | –    | –      | 2      | 2      |
|        | Slowenien           | –    | –      | 2      | 2      |
| 20     | Brasilien           | –    | –      | 1      | 1      |
|        | Kanada              | –    | –      | 1      | 1      |
|        | Ägypten             | –    | –      | 1      | 1      |
|        | Senegal             | –    | –      | 1      | 1      |
|        | Serbien             | –    | –      | 1      | 1      |
|        | Schweden            | –    | –      | 1      | 1      |
|        | Schweiz             | –    | –      | 1      | 1      |
| Gesamt | Gesamt              | 16   | 16     | 32     | 64     |